# 日経ベストPC+デジタル
『日経ベストPC+デジタル』（にっけいベストピーシープラスデジタル）は日経BP発行のパソコン誌。

## 概要
1996年3月、『日経ベストPC』として創刊。2004年にリニューアルして『日経ベストPC+デジタル』となり、デジモノ分野の掲載も始めた。しかし2007年7月に発売された2007年8月号をもって休刊した。
休刊後は日経BP社のWebサイト「デジタルAREANA」に引き継がれた（「デジタルAREANA」終了後は「nikkei TRENDYnet」へ）。一部コラムは『日経PC21』などの日経BP社のパソコン誌へ引き継がれた。
『日経WinPC』2007年11月号増刊として2007年冬号を発行した。また、その後も主要パソコンメーカーの新製品発売時期に増刊として発行している。